# Aleksandar Prijović
Aleksandar Prijović (in serbo Aлeкcaндap Пpиjoвић?; San Gallo, 21 aprile 1990) è un calciatore serbo con cittadinanza svizzera, attaccante svincolato.

## Carriera

### Club
Nella stagione 2007-2008 esordisce in Serie A con la maglia del Parma, disputando un'unica partita (persa 2-1 contro la Reggina il 27 aprile).
I ducali lo cedono in estate al Derby County, dove non trova mai spazio.
Ceduto nel mercato invernale 2010 al Sion, ha esordito in massima serie svizzera nella stagione 2009-2010 in Sion-Zurigo (1-1), il 14 febbraio 2010, entrando al 75' in sostituzione di Émile Mpenza. Il 26 settembre 2011 viene prestato al Losanna fino al termine della stagione. Il 31 luglio 2012 si trasferisce in Norvegia al Tromsø con la medesima formula.
L'11 agosto 2013 viene ingaggiato dagli svedesi del Djurgården. All'esordio mette a segno una tripletta nel primo tempo di Norrköping-Djurgården (2-3). Nel luglio 2014 ha dichiarato, tramite il suo agente, di non voler più vestire la maglia del Djurgården complici alcuni dissapori legati al suo utilizzo: poche settimane più tardi viene ceduto ai turchi del Boluspor.
Il 10 luglio 2015 si trasferisce ai polacchi del Legia Varsavia firmando un quadriennale.
Il 16 gennaio 2017 viene acquistato dai greci del PAOK. Nel secondo anno in Grecia Prijović vince (con 19 reti) il titolo di capocannoniere del campionato.
Nel gennaio 2019 si trasferisce all'Al-Ittihad.

### Nazionale
Gioca la sua prima partita con la Svizzera Under-21 a Varese il 10 agosto 2011 in occasione dell'amichevole contro l'Italia Under-21.
Tuttavia, nel marzo di 6 anni dopo, viene convocato dalla Nazionale maggiore della Serbia per la prima volta. Debutta l'11 giugno 2017 nell'1-1 contro il Galles. Alla quinta presenza (data 9 ottobre 2017) realizza la prima rete in Nazionale, che risulta decisiva in quanto permette ai serbi di battere 1-0 la Georgia e di qualificarsi ai Mondiali 2018 in Russia. Viene poi convocato per la spedizione in Russia, dove i serbi vengono eliminati al primo turno, e lui disputa solo i minuti di recupero nella prima gara contro la Costa Rica (vinta 1-0) rimediando un'ammonizione.

## Statistiche

### Presenze e reti nei club
Statistiche aggiornate al 19 dicembre 2017.
| Stagione              | Squadra               | Campionato            | Campionato | Campionato | Coppe nazionali | Coppe nazionali | Coppe nazionali | Coppe continentali | Coppe continentali | Coppe continentali | Altre coppe | Altre coppe | Altre coppe | Totale | Totale |
| Stagione              | Squadra               | Comp                  | Pres       | Reti       | Comp            | Pres            | Reti            | Comp               | Pres               | Reti               | Comp        | Pres        | Reti        | Pres   | Reti   |
| --------------------- | --------------------- | --------------------- | ---------- | ---------- | --------------- | --------------- | --------------- | ------------------ | ------------------ | ------------------ | ----------- | ----------- | ----------- | ------ | ------ |
| 2007-2008             | Parma                 | A                     | 1          | 0          | CI              | 0               | 0               | -                  | -                  | -                  | -           | -           | -           | 1      | 0      |
| 2008-gen. 2009        | Derby County          | FLC                   | 0          | 0          | FACup+CdL       | 0               | 0               | -                  | -                  | -                  | -           | -           | -           | 0      | 0      |
| gen.-feb. 2009        | Yeovil Town           | FL1                   | 4          | 0          | FACup+CdL       | -               | -               | -                  | -                  | -                  | FLT         | -           | -           | 4      | 0      |
| feb.-giu. 2009        | Northampton Town      | FL1                   | 10         | 2          | FACup+CdL       | -               | -               | -                  | -                  | -                  | FLT         | -           | -           | 10     | 2      |
| 2009-gen. 2010        | Derby County          | FLC                   | 0          | 0          | FACup+CdL       | 0               | 0               | -                  | -                  | -                  | -           | -           | -           | 0      | 0      |
| Totale Derby County   | Totale Derby County   | Totale Derby County   | 0          | 0          |                 | 0               | 0               |                    | -                  | -                  |             | -           | -           | 0      | 0      |
| gen.-giu. 2010        | Sion                  | SL                    | 10         | 0          | CS              | -               | -               | -                  | -                  | -                  | -           | -           | -           | 10     | 0      |
| 2010-2011             | Sion                  | SL                    | 25         | 6          | CS              | 4               | 1               | -                  | -                  | -                  | -           | -           | -           | 29     | 7      |
| ago. 2011             | Sion                  | SL                    | 6          | 0          | CS              | 0               | 0               | UEL                | 1                  | 0                  | -           | -           | -           | 7      | 0      |
| Totale Sion           | Totale Sion           | Totale Sion           | 41         | 6          |                 | 4               | 1               |                    | 1                  | 0                  |             | -           | -           | 46     | 7      |
| ago. 2011-2012        | Losanna               | SL                    | 10         | 0          | CS              | 2               | 1               | -                  | -                  | -                  | -           | -           | -           | 12     | 1      |
| 2012                  | Tromsø                | ES                    | 13         | 3          | CN              | 3               | 0               | UEL                | 3                  | 2                  | -           | -           | -           | 19     | 5      |
| gen.-ago. 2013        | Tromsø                | ES                    | 13         | 1          | CN              | 3               | 4               | UEL                | 2                  | 0                  | -           | -           | -           | 18     | 5      |
| Totale Tromsø         | Totale Tromsø         | Totale Tromsø         | 26         | 4          |                 | 6               | 4               |                    | 5                  | 2                  |             | -           | -           | 37     | 10     |
| 2013                  | Djurgården            | A                     | 10         | 5          | CS              | 3               | 0               | -                  | -                  | -                  | -           | -           | -           | 13     | 5      |
| 2014                  | Djurgården            | A                     | 17         | 5          | CS              | 0               | 0               | -                  | -                  | -                  | -           | -           | -           | 17     | 5      |
| Totale Djurgården     | Totale Djurgården     | Totale Djurgården     | 27         | 10         |                 | 3               | 0               |                    | -                  | -                  |             | -           | -           | 30     | 10     |
| 2014-2015             | Boluspor              | 1L                    | 31         | 16         | TK              | 0               | 0               | -                  | -                  | -                  | -           | -           | -           | 31     | 16     |
| 2015-2016             | Legia Varsavia        | EK                    | 30         | 8          | CP              | 6               | 5               | UEL                | 11                 | 3                  | SP          | 0           | 0           | 47     | 16     |
| 2016-gen. 2017        | Legia Varsavia        | EK                    | 14         | 5          | CP              | 1               | 0               | UCL                | 9                  | 3                  | SP          | 1           | 0           | 25     | 8      |
| Totale Legia Varsavia | Totale Legia Varsavia | Totale Legia Varsavia | 44         | 13         |                 | 7               | 5               |                    | 20                 | 6                  |             | 1           | 0           | 72     | 24     |
| gen.-giu. 2017        | PAOK                  | SL                    | 9+6        | 6+1        | CG              | 5               | 3               | UEL                | -                  | -                  | -           | -           | -           | 20     | 10     |
| 2017-2018             | PAOK                  | SL                    | 28         | 19         | CG              | 8               | 6               | UEL                | 4                  | 2                  | -           | -           | -           | 40     | 27     |
| 2018-gen. 2019        | PAOK                  | SL                    | 13         | 9          | CG              | 1               | 3               | UCL+UEL            | 6+6                | 4+2                |             |             |             | 26     | 18     |
| Totale PAOK           | Totale PAOK           | Totale PAOK           | 50+6       | 34+1       |                 | 14              | 12              |                    | 16                 | 8                  |             | -           | -           | 86     | 55     |
| gen.-giu. 2019        | Al-Ittihad            | SPL                   | 11         | 7          | KCC             | 3               | 4               | -                  | -                  | -                  | -           | -           | -           | 14     | 11     |
| 2019-2020             | Al-Ittihad            | SPL                   | 10         | 1          | KCC             | 1               | 1               | -                  | -                  | -                  | CdC         | 3           | 3           | 14     | 5      |
| 2020-2021             | Al-Ittihad            | SPL                   | 28         | 7          | KCC             | 2               | 2               | -                  | -                  | -                  | -           | -           | -           | 30     | 9      |
| Totale Al Ittihad     | Totale Al Ittihad     | Totale Al Ittihad     | 49         | 15         |                 | 6               | 7               |                    | -                  | -                  |             | 3           | 3           | 58     | 25     |
| 2021-2022             | Western Utd           | AL                    | 23+4       | 9+4        | FFACup          | 1               | 1               | -                  | -                  | -                  | -           | -           | -           | 28     | 14     |
| 2022-2023             | Western Utd           | AL                    | 16         | 5          | FFACup          | 0               | 0               | -                  | -                  | -                  | -           | -           | -           | 16     | 5      |
| Totale Western United | Totale Western United | Totale Western United | 39+4       | 14+4       |                 | 1               | 1               |                    | -                  | -                  |             | -           | -           | 44     | 19     |
| Totale carriera       | Totale carriera       | Totale carriera       | 342        | 119        |                 | 43              | 31              |                    | 42                 | 16                 |             | 4           | 3           | 431    | 169    |

### Cronologia presenze e reti in nazionale
| Cronologia completa delle presenze e delle reti in nazionale ― Serbia | Cronologia completa delle presenze e delle reti in nazionale ― Serbia | Cronologia completa delle presenze e delle reti in nazionale ― Serbia | Cronologia completa delle presenze e delle reti in nazionale ― Serbia | Cronologia completa delle presenze e delle reti in nazionale ― Serbia | Cronologia completa delle presenze e delle reti in nazionale ― Serbia | Cronologia completa delle presenze e delle reti in nazionale ― Serbia | Cronologia completa delle presenze e delle reti in nazionale ― Serbia |
| Data                                                                  | Città                                                                 | In casa                                                               | Risultato                                                             | Ospiti                                                                | Competizione                                                          | Reti                                                                  | Note                                                                  |
| --------------------------------------------------------------------- | --------------------------------------------------------------------- | --------------------------------------------------------------------- | --------------------------------------------------------------------- | --------------------------------------------------------------------- | --------------------------------------------------------------------- | --------------------------------------------------------------------- | --------------------------------------------------------------------- |
| 11-6-2017                                                             | Belgrado                                                              | Serbia                                                                | 1 – 1                                                                 | Galles                                                                | Qual. Mondiali 2018                                                   | -                                                                     | 67’                                                                   |
| 2-9-2017                                                              | Belgrado                                                              | Serbia                                                                | 3 – 0                                                                 | Moldavia                                                              | Qual. Mondiali 2018                                                   | -                                                                     | 82’                                                                   |
| 5-9-2017                                                              | Dublino                                                               | Irlanda                                                               | 0 – 1                                                                 | Serbia                                                                | Qual. Mondiali 2018                                                   | -                                                                     | 79’                                                                   |
| 6-10-2017                                                             | Vienna                                                                | Austria                                                               | 3 – 2                                                                 | Serbia                                                                | Qual. Mondiali 2018                                                   | -                                                                     | 87’                                                                   |
| 9-10-2017                                                             | Belgrado                                                              | Serbia                                                                | 1 – 0                                                                 | Georgia                                                               | Qual. Mondiali 2018                                                   | 1                                                                     | 61’, 75’                                                              |
| 10-11-2017                                                            | Canton                                                                | Cina                                                                  | 0 – 2                                                                 | Serbia                                                                | Amichevole                                                            | -                                                                     | 85’                                                                   |
| 14-11-2017                                                            | Ulsan                                                                 | Corea del Sud                                                         | 1 – 1                                                                 | Serbia                                                                | Amichevole                                                            | -                                                                     |                                                                       |
| 23-3-2018                                                             | Torino                                                                | Serbia                                                                | 1 – 2                                                                 | Marocco                                                               | Amichevole                                                            | -                                                                     | 83’                                                                   |
| 9-6-2018                                                              | Graz                                                                  | Serbia                                                                | 5 – 1                                                                 | Bolivia                                                               | Amichevole                                                            | -                                                                     | 70’                                                                   |
| 16-6-2018                                                             | Samara                                                                | Costa Rica                                                            | 0 – 1                                                                 | Serbia                                                                | Mondiali 2018 - 1º turno                                              | -                                                                     | 90’ 90+5’                                                             |
| 10-9-2018                                                             | Belgrado                                                              | Serbia                                                                | 2 – 2                                                                 | Romania                                                               | UEFA Nations League 2018-2019 - 1º turno                              | -                                                                     | 77’                                                                   |
| 20-11-2018                                                            | Belgrado                                                              | Serbia                                                                | 4 – 1                                                                 | Lituania                                                              | UEFA Nations League 2018-2019 - 1º turno                              | 1                                                                     | 46’                                                                   |
| 7-6-2019                                                              | Leopoli                                                               | Ucraina                                                               | 5 – 0                                                                 | Serbia                                                                | Qual. Euro 2020                                                       | -                                                                     | 53’                                                                   |
| Totale                                                                |                                                                       | Presenze                                                              | 13                                                                    |                                                                       | Reti                                                                  | 2                                                                     |                                                                       |

## Palmarès

### Club

#### Competizioni nazionali
- Coppa Svizzera: 1

Sion: 2010-2011
- Coppa di Polonia: 1

Legia Varsavia: 2015-2016
- Campionato polacco: 1

Legia Varsavia: 2015-2016
- Coppa di Grecia: 2

PAOK: 2016-2017, 2017-2018
- Campionato australiano: 1

Western United: 2021-2022

### Individuale
- Capocannoniere del Campionato greco: 1

2017-2018